# Estenose papilar
A estenose papilar é um distúrbio do esfíncter de Oddi, uma válvula muscular, que previne a abertura e a liberação da bílis ou de fluidos pancreáticos no duodeno em resposta à entrada de comida no duodeno.
A obstrução da válvula pode causar:
- Dor pancreática;
- Icterícia - vazamento da bílis de volta para a corrente sanguínea;
- Ataque de pancreatite.

## Causas
- Passagem de cálculos;
- Cicatrização;
- Enteropatia sensível à glúten;[1]
- Pancreatite auto-imune.[2]

## Diagnóstico e tratamento
- Exame endoscópico;[3]
- Geralmente tratada cirurgicamente, frequentemente envolvendo papilotomia, isto é, uma incisão no esfíncter.